# Nico Bleutge

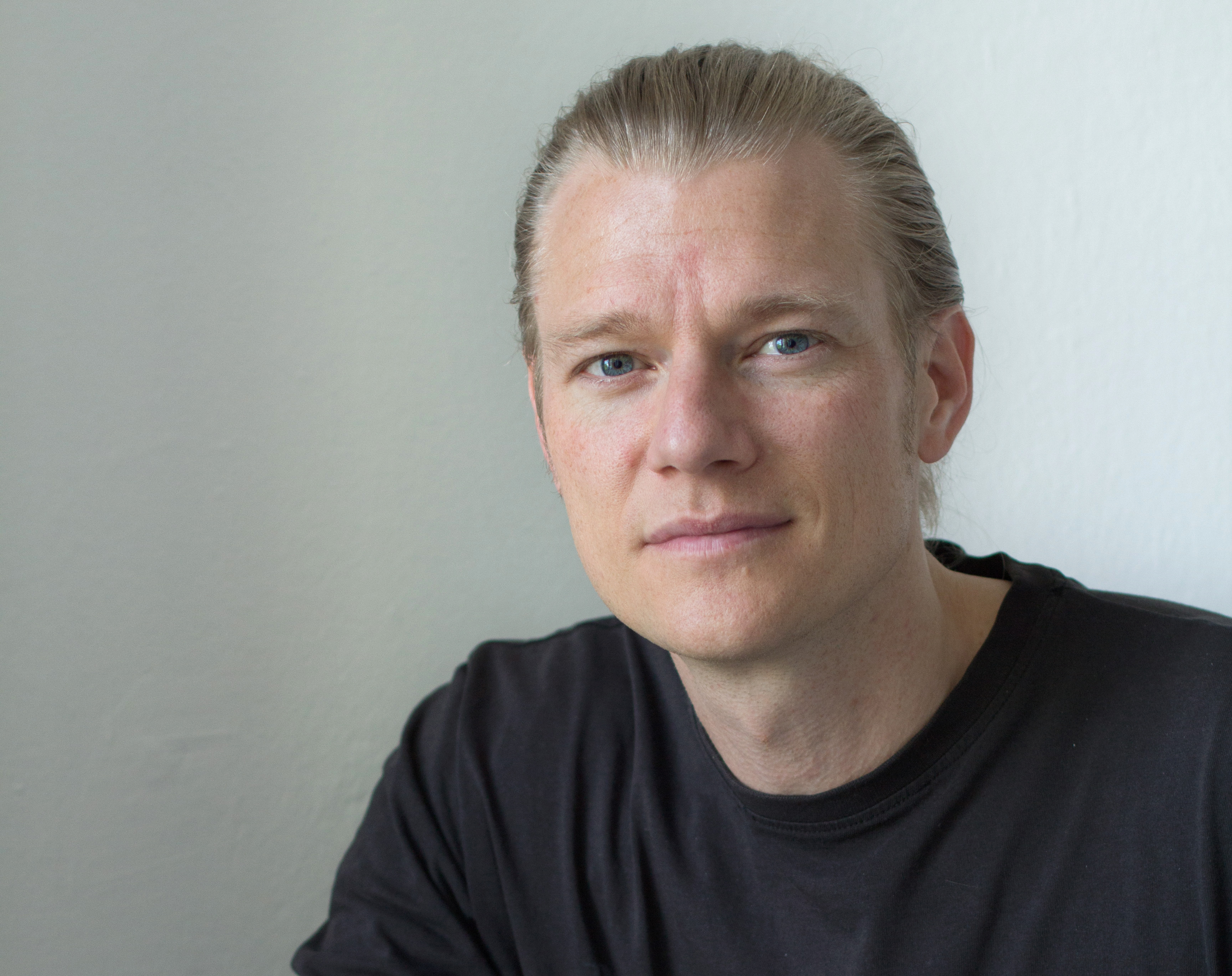
Nico Bleutge (Foto aus dem Jahr 2012)

Nico Bleutge (* 13. Oktober 1972 in München) ist ein deutscher Schriftsteller.

## Leben und Werk
Nico Bleutge wuchs in Pfaffenhofen an der Ilm auf. Seine ersten Gedichte schrieb er im Alter von fünfzehn Jahren. Von 1993 bis 1998 studierte er Neuere Deutsche Literatur, Allgemeine Rhetorik und Philosophie in Tübingen. Seine Gedichte wurden in zahlreichen Anthologien und Literaturzeitschriften veröffentlicht und vielfach übersetzt. 2006 debütierte er mit dem Gedichtband „klare konturen“. Seit 2001 arbeitet er zudem als freier Literaturkritiker unter anderem für die Frankfurter Allgemeine Zeitung, die Süddeutsche Zeitung, den Tagesspiegel, Deutschlandfunk und Deutschlandfunk Kultur. 2009 wurde in der ORF-Reihe „Literatur als Radiokunst“ das Stück „wasser. steine“ gesendet.
Nico Bleutge ist Mitglied der Deutschen Akademie für Sprache und Dichtung, der Bayerischen Akademie der Schönen Künste und des PEN-Zentrums Deutschland. Er lebt in Berlin.

## Einzeltitel
- klare konturen. Gedichte. C. H. Beck, München 2006, ISBN 3-406-55067-3.
- fallstreifen. Gedichte. C. H. Beck, München 2008, ISBN 978-3-406-57687-4.
- Wasser. Opernlibretto (Komposition von Arnulf Herrmann). UA: 2012.
- fischhaare finden. Max Marek (Papierschnitt) und Nico Bleutge (Text). Edition Sutstein, Berlin 2012, ISBN 978-3-932731-20-4.
- verdecktes gelände. Gedichte. C. H. Beck, München 2013, ISBN 978-3-406-64678-2.
- nachts leuchten die schiffe. Gedichte. C. H. Beck, München 2017, ISBN 978-3-406-70533-5.
- Die Vibrationen des Denkens. Zu Elke Erb. Verlag Ulrich Keicher, Warmbronn 2019.
- Den Wiederholungen folgen. Inger Christensens alfabet/alphabet. Reihe Zwiesprachen des Lyrik Kabinetts. Wunderhorn, Heidelberg 2020. ISBN 978-3-88423-633-8.
- Drei Fliegen. Über Gedichte. C. H. Beck, München 2020, ISBN 978-3-406-75533-0.
- schlafbaum-variationen. Gedichte. C. H. Beck, München 2023, ISBN 978-3-406-79854-2.

## Herausgabe
- Jahrbuch der Lyrik 2018 (mit Christoph Buchwald). Schöffling & Co., Frankfurt am Main 2018, ISBN 978-3-89561-681-5.

## Anthologien und Literaturzeitschriften (Auswahl)
- Karl Otto Conrady (Hrsg.): Der Große Conrady. Das Buch deutscher Gedichte. Von den Anfängen bis zur Gegenwart. 2008.
- Thomas Wohlfahrt (Hrsg.): Mouth to Mouth. Contemporary German Poetry in Translation. 2004.
- Literaturzeitschriften: Akzente, die horen, Sinn und Form, Sprache im technischen Zeitalter, manuskripte, BELLA triste, Lyrikvännen (Schweden), FA-art (Polen).

## Auszeichnungen und Stipendien
- open mike der literaturWERKstatt Berlin (2001)
- Wolfgang-Weyrauch-Förderpreis des Literarischen März Darmstadt (2003)
- Stipendium der Kunststiftung Baden-Württemberg (2004)
- Hermann-Lenz-Stipendium (2006)
- Kranichsteiner Literatur-Förderpreis (2006)
- Literaturpreis des Liechtensteinischen PEN (2006)
- Anna Seghers-Preis (2006)
- Aufenthaltsstipendium in der Villa Aurora (2008)
- Wilhelm-Lehmann-Preis (2011)
- Erich-Fried-Preis (2012)
- Stipendium der Kulturakademie Tarabya, Istanbul (2013/2014)[5]
- Christian-Wagner-Preis (2014)
- Arbeitsstipendium des Berliner Senats (2015)
- Casa Baldi-Stipendium der Deutschen Akademie Rom (2015)
- Eichendorff-Literaturpreis (2015)
- Alfred-Kerr-Preis (2016)
- Kranichsteiner Literaturpreis (2017)
- Stipendium der Deutschen Akademie Rom Villa Massimo (2018/19)[1]
- Calwer Hermann-Hesse-Stipendium (2021)
- Arbeitsstipendium des Deutschen Literaturfonds (2022)
- Jean-Paul-Preis (2023)[6]
- Düsseldorfer Literaturpreis (2023)[7]